# مارك فرينش
مارك فرينش (بالإنجليزية: Mark French)‏ هو دراج أسترالي، ولد في 13 أكتوبر 1984 في ملبورن في أستراليا.

## وصلات خارجية
- مارك فرينش على موقع أرشيف الدراجات (الإنجليزية)
- مارك فرينش على موقع أوليمبيديا (الإنجليزية)
- مارك فرينش على موقع اللجنة الأولمبية الأسترالية (الإنجليزية)